# Кирил Райков
Кирил Стефанов Райков е бивш български футболист, дефанзивен полузащитник, който играе през 60-те и 70-те години на ХХ век. В А група има общо 266 мача с 14 гола, като основната част от кариерата му преминава в Ботев (Враца). Играл е също в ЦСКА (София) и Академик (Свищов).

## Биография
Райков започва кариерата си в Ботев (Враца), където е включен в мъжкия състав през 1963 г. Две години по-късно преминава в ЦСКА (София). С „армейците“ става шампион на България през сезон 1965/66, като по време на кампанията записва 8 мача с 1 гол. През следващия сезон изиграва още 12 мача за ЦСКА в А група, както и 6 мача в Купата на европейските шампиони. Част от състава, който достига до полуфинал в КЕШ през 1966/67.
През лятото на 1967 г. Райков се завръща в Ботев (Враца). С врачани става бронзов медалист в А група през сезон 1970/71. В този период записва и две участия за националния отбор на България. През есента на 1971 г. участва в мачовете на Ботев срещу Динамо (Загреб) в турнира за Купата на УЕФА. Остава в тима до 1976 г. като заедно с първия му престой записва общо 211 мача с 13 гола в елитното ни първенство.
През 1976 г. Райков облича екипа на новака в А група Академик (Свищов). Изиграва 35 мача за отбора в първенството преди да сложи край на кариерата си през 1978 г.

## Успехи
ЦСКА (София)
- А група:
  -  Шампион: 1965/66

Ботев (Враца)
- А група:
  -  Бронзов медалист: 1970/71